# Gunnar Gíslason
Gunnar Gíslason (født 4. januar 1961 i Akureyri, Island) er en islandsk tidligere fodboldspiller (forsvarer).
Gíslason spillede på klubplan i hjemlandet hos KA Akureyri og KR Reykjavik. Han havde også udlandsophold i både Tyskland, Norge og Sverige.
Gíslason spillede desuden 50 kampe for det islandske landshold, som han debuterede for 11. juli 1982 i en venskabskamp mod Finland.